# Prostitución en Rumanía

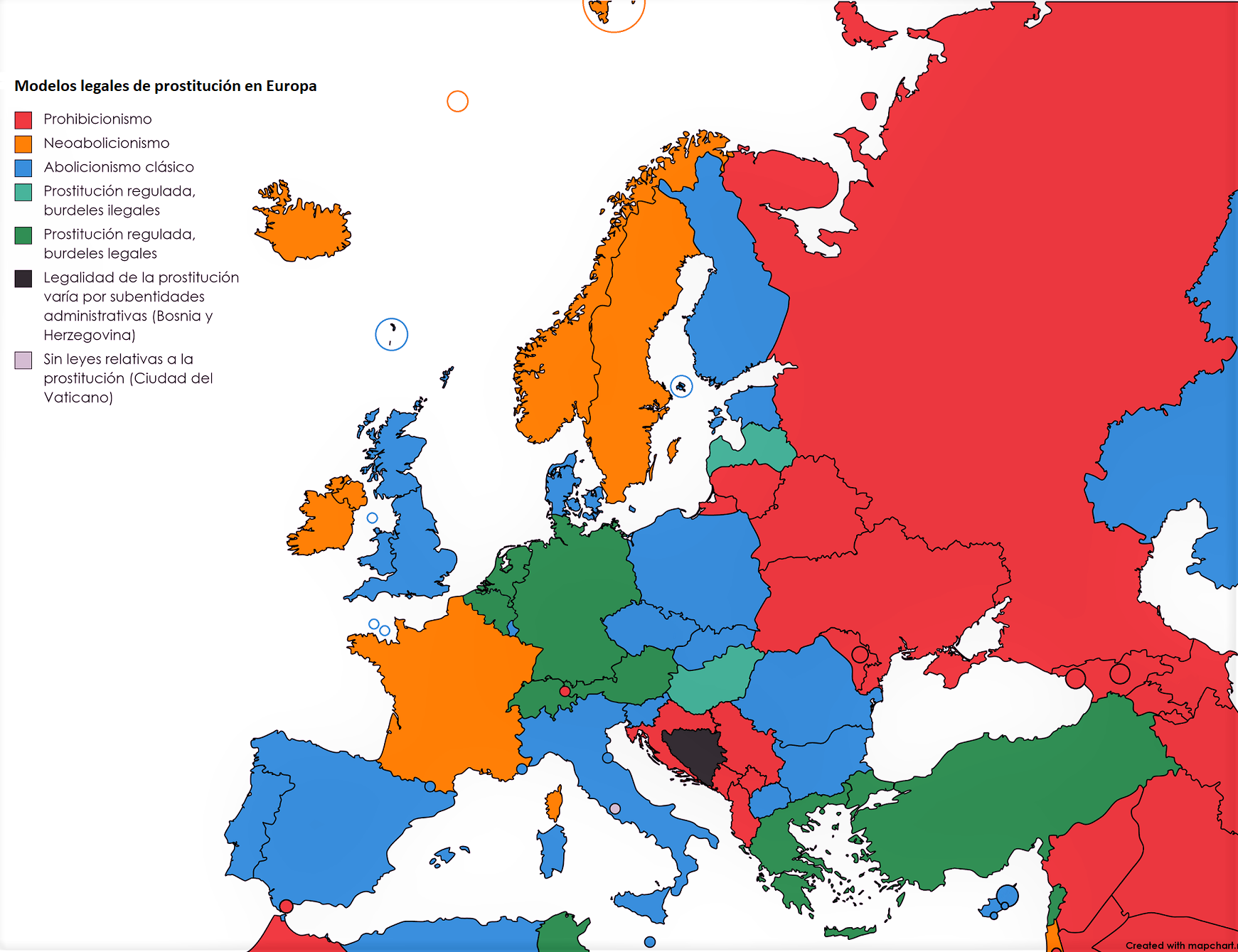
Prostitución en Europa. En azul oscuro, el modelo abolicionista clásico (prostitución no regulada, compra y venta de sexo legal, burdeles prohibidos) al que se adhiere Rumanía.

La prostitución en Rumanía no está penalizada en sí misma, aunque las actividades asociadas, como el proxenetismo, son delitos penales, y la prostitución callejera es una contravención punible con multas (modelo abolicionista).
A fines del siglo XIX y la primera mitad del siglo XX hubo prostíbulos legalizados, pero estos fueron cerrados por el régimen comunista a fines de la década de 1940, y la prostitución en sí se convirtió en un delito penal en 1957. La prostitución fue despenalizada en 2014, ya que el nuevo Código Penal de Rumanía, que entró en vigor el 1 de febrero de 2014, ya no contiene este tipo de delito. Antes de esa fecha, se consideraba un delito penal (infracţiune) punible con hasta un año de prisión.
Hubo propuestas en el pasado para legalizar y regular la prostitución organizada (como en 2007), pero fueron rechazadas, dado que Rumanía es parte del Convenio para la represión de la trata de personas y de la explotación de la prostitución, que obliga a los países que lo ratifiquen a prohibir la prostitución organizada, como la proxenetismo o la gestión de un burdel. Según las explicaciones oficiales del Ministerio de Justicia, respecto al nuevo código penal “el hecho de que la prostitución quede excluida de las sanciones penales no significa “legalizarla”, transformando la actividad en una regulada o permitida por la ley, porque las personas que ejerzan la prostitución deberánsseguir eguir siendo sancionadas contranal, civil y moralmentevencional, civil y moralmente”. La Iglesia ortodoxa rumana se opuso en 2007 a la legalización.
En 2008, una encuesta financiada por la UE realizada por TAMPEP encontró que Rumania era el principal país de origen de las trabajadoras sexuales migrantes en la UE.

## Situación legal
El ofrecimiento de dinero a cambio de sexo es un delito administrativo (contravenție) punible con una multa de 500 a 1500 lei (aproximadamente 100 a 300 euros a partir de enero de 2023).
Los clientes no son procesados, a menos que a sabiendas utilicen los servicios de una víctima de prostitución forzada, o la prostituta sea menor de edad (Art. 216 1).
El artículo 213  tipifica como delito el proxenetismo; establece que “La provocación o facilitación del ejercicio de la prostitución o la obtención de beneficios económicos del ejercicio de la prostitución por una o más personas, será sancionada con no menos de 2 ni más de 7 años de prisión y la prohibición de la ejercicio de ciertos derechos”. En determinadas circunstancias agravantes, la pena aumenta. El código penal también tipifica varios delitos contra la esclavitud , la trata de personas, la trata de niños, el trabajo forzoso y la utilización de personas explotadas (Art. 182 Explotación de una persona , Art. 209 Esclavitud, Art. 210 Trata de seres humanos, art. 211 Trata de personas menores de edad , art. 212 Obligación a realizar trabajos forzosos u obligatorios , art. 216 Uso de los servicios de una persona explotada).